# Лукьянец, Владимир Лукич
Влади́мир Луки́ч Лукьяне́ц (укр. Володимир Лукич Лук'янець; 16 июня 1956, Бакаево, Чернобаевский район Черкасская область — 13 января 2014, Черкассы, Украина) — украинский государственный деятель, глава Черкасской областной администрации (1999—2002).

## Биография
Родился в 1956 году в селе Бакаевом Чернобаевского района Черкасской области Украинской ССР.
В 1973—1979 годах, после окончания школы, Лукьянец работал разнорабочим, техником молочнотоварной фермы, спортивным инструктором и помощником бригадира учебного хозяйства «Родниківка» Уманского района. Продолжая работать, в 1979 году окончил Уманский сельскохозяйственный институт.
В 1979—1982 годах был на комсомольской работе, в 1982—1985 годах — возглавлял колхоз им. Фрунзе Уманского района. С декабря 1991 по февраль 1994 года работал директором исследовательского элитно-семенного хозяйства «Нива» Христиновского района.
С февраля 1985 по март 1990 года работал на комсомольской и партийной работах: первым секретарём Черкасского обкома комсомола и первым секретарём Христиновского райкома КПУ. В марте 1990 года был избран главой Христиновского районного совета народных депутатов.
С февраля по июнь 1994 года был первым заместителем главы Черкасской обладминистрации, с июня 1994 по июль 1995 года — первым заместителем главы Черкасского облисполкома по исполнительной работе, с июля 1995 по июнь 1998 года — первым заместителем главы Черкасской обладминистрации.
10 апреля 1998 года был избран главой Черкасского областного совета, а 10 сентября 1999 года — назначен главой Черкасской обладминистрации.
В ноябре 2002 года указом «Про личную ответственность руководителей центральных и местных органов исполнительной власти» уволен с должности главы обладминистрации.
После ухода с поста губернатора работал генеральным директором государственного предприятия «Златодар».
За свою деятельность на посту губернатора неоднократно подвергался критике.

## Награды
- Заслуженный работник сельского хозяйства Украины (17 февраля 2001) — за весомые достижения в профессиональной деятельности, многолетний добросовестный труд[7]